# Antonia Kerr
Antonia Kerr, née en 1989, est une femme de lettres française.

## Biographie
Elle vit à Los Angeles en Californie. Elle a vécu quatre ans à New York. 
Son premier roman, une love story sous forme de road-movie intitulée Des fleurs pour Zoé, est publié en 2010.
Son deuxième roman, Le Désamour (2013), est le récit d'une relation passionnée et difficile entre Glenn, un écrivain new-yorkais vieillissant, et Laura, une jeune femme dans la vingtaine.

## Œuvre

### Romans
- Des fleurs pour Zoé, Gallimard, coll. « Blanche », 2010[1]  (ISBN 978-2-07-013031-3) ; réédition, Paris, Gallimard, coll. « Folio » no 5390, 2012  (ISBN 978-2-07-044641-4)
- Le Désamour, Gallimard, coll. « Blanche », 2013  (ISBN 978-2-07-014125-8)